# 황창주 (1955년)
황창주(黃昌柱, 1955년 7월 3일~)는 대한민국의 정치인이다. 제16대 국회의원을 지냈다.

## 학력
- 동국대학교 정치외교학과 학사
- 동국대학교 정보산업대학원 공학석사
- 고려대학교 정책대학원 행정학 석사 수료

## 경력
- 한국농업경영인 중앙연합회(한농연)7,8대 중앙회장
- 한국농어민신문 대표이사 회장
- 제2건국위원회 중앙상임위원
- 외교통상부 정책자문위원
- 새천년민주당 창당발기인
- 새천년민주당 창당준비위원회 홍보위원장
- 21세기 국정자문위원회 위원
- 새천년민주당 노무현 대통령후보 농업정책특보
- 국민체육진흥공단 경정운영본부 사장
- 국회 정치개혁특별위원회 위원
- 새천년민주당 중앙위원, 농어민특별위원회 위원장
- 국민생활체육 전국스키연합회 회장

## 역대 선거 결과
| 실시년도 | 선거  | 대수 | 직책     | 선거구   | 정당         | 득표수      | 득표율         | 순위          | 당락 | 비고       |
| -------- | ----- | ---- | -------- | -------- | ------------ | ----------- | -------------- | ------------- | ---- | ---------- |
| 2000년   | 총선  | 16대 | 국회의원 | 비례대표 | 새천년민주당 | 6,780,625표 | \| \| 35.9% \| | 비례대표 27번 |      | 초선, 승계 |
|          | 35.9% |      |          |          |              |             |                |               |      |            |